# Калифорнски (Аљаска)
Калифорнски (енгл. Kalifornsky) насељено је место без административног статуса у америчкој савезној држави Аљаска.

## Демографија
По попису из 2010. године број становника је 7.850, што је 2.004 (34,3%) становника више него 2000. године.
| Група             | 2000.         | 2010.         |
| Белци             | 5.179 (88,6%) | 6.658 (84,8%) |
| Афроамериканци    | 14 (0,2%)     | 28 (0,4%)     |
| Азијати           | 39 (0,7%)     | 74 (0,9%)     |
| Хиспаноамериканци | 115 (2,0%)    | 272 (3,5%)    |
| Укупно            | 5.846         | 7.850         |